# Барнаульская спичечная фабрика
Барнау́льская спи́чечная фа́брика — промышленное предприятие в Барнауле, работавшее в 1941—1990-х годах.

## Историки
В 1893 году в связи со снижением объёмов выплавки серебра и его стоимости Барнаульский сереброплавильный завод был закрыт. В его помещениях разместился кабинетский лесопильный завод, в первые годы советской власти — лесопильный завод имени И. С. Казанцева.
В цехах этого завода в 1941 году на основе оборудования эвакуированной Речицкой спичечной фабрики «10 лет Октября» и была открыта Барнаульская спичечная фабрика, которая первоначально входило в промышленное объединение «Фанспичпром». В апреле 1942 года на фронт была отправлена первая партия продукции. В годы Великой Отечественной войны коллективу фабрики присуждалось переходящее Красное знамя ГКО.
В послевоенные годы было проведено несколько реконструкций, увеличены производственные площади, установлено новое оборудование.
В 1980-х годах суточная выработка фабрики составляла до 2,5 тысяч ящиков (120 миллионов спичек).
В феврале 1998 года фабрика признана банкротом, на предприятии введено конкурсное управление. В конце 2001 года она прекратила выпуск спичек.

## Узкоколейная железная дорога
Для снабжения предприятия сырьём в 1940-е- 1950-е годы действовала узкоколейная железная дорога, которая начиналась в районе нынешнего Речного вокзала и шла по улице Большой Олонской на территорию самого предприятия. Точная дата постройки этой железной дороги не установлена, но на плане города 1923 года она уже указана. Есть предположения, что ее строительство приходится на второе десятилетие XX века..Железная дорога была разобрана в 1961-м году

## Фабрика в филумении
Коллекционеры-филуменисты выделяют несколько десятков этикеток от спичечных коробков, производства Барнаульской фабрики:
- 1957 — «Охраняйте полезных диких животных!»
- 1958 — «Всесоюзная перепись населения»
- 1960 — «ВДНХ СССР», «Промысловые рыбы СССР», «Украинская ССР»
- 1961 — «Узбекистан», «Правила безопасности движения», «Достижения науки и техники СССР», «Носите на производстве рабочую одежду», «РСФСР», «Вокзалы Москвы», «Спорт», «Московский ипподром»
- 1962 — «Туркменская ССР», «Таджикистан», «Московский зоопарк», «Киргизская ССР», «Закупает потребкооперация 1-й вып.», «Закупает потребкооперация 2-й вып.», «Сбор металлолома», «Новостройки Сибири», «Товары — почтой», «Реклама товаров», «Всемирный конгресс за всеобщее разоружение»
- 1963 — «Памятники Москвы», «Соблюдай правила движения!»
- 1964 — «40 лет Таджикской ССР»
- 1965 — «Советские чемпионы мира по шахматам», «Пожарная безопасность», «Химия — ударный фронт», «Кукуруза на столе»
- 1966 — «Прикладное искусство», «Уничтожайте вредителей сельскохозяйственных растений», «Произведения М. Шолохова»
- 1967 — «Русская керамика», «В мире мудрых мыслей»
- 1969 — «2500 лет Самарканду»
- 1970 — «День шахтёра», «Туризм», «Русские и советские выдающиеся медики»
- 1972 — «50 лет Горно-Алтайской автономной области», «Республики СССР»
- 1973 — «Цирк республик СССР»
- 1975 — «50 лет Таджикской ССР», «История отечественной авиации», «50 лет лесоэкспорту на Енисее», «Освобождение», «Города-герои»
- 1976 — «Ленинград»
- 1977 — «Безопасность на воде», «Памяти неизвестного солдата»
- 1980 — «Будьте осторожны на льду», «Барнаулу 250 лет»
- 1985 — «История отечественного авиастроения»
- 1986 — «Растения из Красной книги», «Запрещающие знаки», «Водоплавающие птицы», «Гостиницы Интуриста 1-й вып.», «Гостиницы Интуриста, 2-й вып.» «Решения XXVII съезда КПСС — в жизнь!», «Берегите линии связи», «Русский самовар».
- 1987 — «Решения XXVII съезда КПСС — в жизнь!», «Отечественные лесоводы», «Алкоголь — яд! 1-й вып.», «Театры СССР 5-й вып.», «Летние садовые домики»